# Почесні громадяни Білої Церкви
Нижче наведений список почесних громадян Білої Церкви.

## Почесні громадяни
| №  | П. І. Б.                            | Рід занять, звання та нагороди | За що присвоєне звання |  |
| -- | ----------------------------------- | --- | --- |  |
| 1  | Яригін Юхим Денисович               | Пенсіонер. З 1944 по 1964 рік — перший секретар Білоцерківського міськкому Компартії України. | За заслуги у відбудові зруйнованого в роки Великої Вітчизняної війни народного господарства і його післявоєнного розвитку та активну участь в громадсько-політичному житті міста.                                                                                            |  |
| 2  | Попович Павло Романович             | Льотчик-космонавт, двічі Герой Радянського Союзу. | За активну участь в громадсько-політичному житті міста та військово-патріотичному вихованні підростаючого покоління. |  |
| 3  | Проценко Володимир Михайлович       | Пенсіонер, заслужений будівельник України | За заслуги в розвитку народного господарства та активну участь в громадсько-політичному житті міста. |  |
| 4  | Ковбасюк Григорій Дем'янович        | Заслужений лікар України. З 1990 по 1998 роки працював завідувачем хірургічного відділення міської лікарні № 2. | За заслуги по поліпшенню медичного обслуговування населення та активну участь в громадсько-політичному житті міста. |  |
| 5  | Слободяник Валентин Кузьмич         | Пенсіонер, Заслужений будівельник України. | За заслуги в розвитку народного господарства та активну участь в громадсько-політичному житті міста. |  |
| 6  | Злобінський Семен Йосипович         | Заслужений будівельник України. | За заслуги в соціально-економічному розвитку міста, активну участь в громадському житті. |  |
| 7  | Залєвський Василь Павлович          | Пенсіонер. З 1973 по 1988 роки працював на посаді голови виконавчого комітету Білоцерківської міської ради. | За заслуги в соціально-економічному розвитку міста, активну участь в громадському житті. |  |
| 8  | Красношапка Юрій Олексійович        | Пенсіонер. З 1974 по 1990 ррки працював на посаді першого секретаря Білоцерківського міськкому Компартії України. | За великий внесок у вирішення питань соціально-економічного розвиту міста та з нагоди 60-річчя з дня народження. |  |
| 9  | Гудима Андрій Дмитрович             | Доцент Білоцерківського державного аграрного університету, письменник, член спілки письменників України. | За вагомий внесок у розвиток культури міста, зміцнення духовності, громадську педагогічну діяльність та в зв'язку з 60-річчям. |  |
| 10 | Соломаха Іван Петрович              | З 1971 по 2007 роки — начальник підприємства «Київоблводоканал». | За вагомий вклад у вирішенні соціально-економічних питань, розвитку міста, громадську діяльність та велику шефську допомогу дошкільним та навчальним закладам. |  |
| 11 | Міняйло Віктор Олександрович        | Письменник, член спілки письменників України, лауреат літературних премій ім. Андрія Головка, державної ім. Т. Г. Шевченка, член і почесний голова Білоцерківського міського відділення Національної спілки письменників України. | |  |
| 12 | Шуліпа Геннадій Володимирович       | З 1988 по 2006 рік працював на посаді міського голови. | За особливий внесок у вирішенні питань соціально-економічного розвитку міста, збереження та зміцнення соціальної інфраструктури міста, розвиток культури, освіти, охорони здоров'я, конструктивну взаємодію з політичними партіями та громадськими організаціями.            |  |
| 13 | Власенко Володимир Максимович       | Академік. З 1977 по 2005 роки працював ректором Білоцерківського національного аграрного університету. | За особливий внесок у розвиток університету, збагачення аграрної науки і практики новаторськими розробками, за видавництво наукових праць, підручників та навчальних посібників, за активну участь у громадській роботі та високий рівень виконання депутатських обов'язків. |  |
| 14 | Сергеєва Галина Лаврентіївна        | Пенсіонер. З 1969 по 1988 роки працювала на посаді секретаря Білоцерківського міськкому Компартії України, з 1988 по 2002 роки — на посаді заступника голови виконавчого комітету Білоцерківської міської ради.                   | За вагомий вклад у вирішенні питань соціально-економічного розвитку міста, активну громадську діяльність, значні заслуги перед територіальною громадою міста. |  |
| 15 | Берман Харитон Абрамович            | Голова міського товариства єврейської культури ім. Шолом-Алейхема. З 1955 по 1998 роки — лікар Білоцерківської міської лікарні № 1.                                                                                               | За вагомий вклад у вирішенні питань соціально-економічного та культурного розвитку міста, активну громадську діяльність, значні заслуги перед територіальною громадою міста.                                                                                                 |  |
| 16 | Дуднік Василь Іванович              | З 1981 по 2006 роки працював на посаді голови Білоцерківської районної ради. | За вагомий вклад у вирішенні соціально-економічних проблем міста, активну громадську діяльність, значні заслуги перед громадою міста. |  |
| 17 | Павленко Юрій Прокопович            | Заслужений працівник культури України. Директор Білоцерківської школи мистецтв № 6. | За особливі заслуги перед містом Біла Церква в сфері культури. |  |
| 18 | Павленко Тамара Павлівна            | Заслужений діяч мистецтв України, педагог Білоцерківської школи мистецтв № 1. | За особливі заслуги перед містом Біла Церква в сфері культури. |  |
| 19 | Медвідь Олександр Васильович        | Президент Європейського комітету Міжнародної федерації боротьби. Триразовий Олімпійський чемпіон, семиразовий чемпіон світу, триразовий чемпіон Європи, дев'ятиразовий чемпіон СРСР з вільної боротьби.                           | За визначні заслуги перед громадою міста біла Церква. |  |
| 20 | Опанасенко Ніна Петрівна            | Поетеса, член Національної спілки письменників України. | За визначні заслуги перед громадою міста Біла Церква. |  |
| 21 | Панічкін Михайло Степанович         | Військовий льотчик, генерал-майор авіації, Герой Радянського Союзу. | За визначні заслуги перед громадою міста Біла Церква. |  |
| 22 | Григор Руслан Петрович              | капітан Збройних сил України, учасник російсько-української війни. | За визначні заслуги перед громадою міста Біла Церква. |  |
| 23 | Гончаренко Василь Володимирович     | старший сержант Збройних сил України, учасник російсько-української війни. | За визначні заслуги перед громадою міста Біла Церква. |  |
| 24 | Савуляк Володимир Іванович          | старший солдат Збройних сил України, учасник російсько-української війни. | За визначні заслуги перед громадою міста Біла Церква. |  |
| 25 | Дячун Теодор Григорович             | керівник Білоцерківської станиці братства ОУН-УПА ім. Василя Якуб'яка Київського крайового братства ОУН-УПА, комбатант Української Повстанської Армії                                                                             | За визначні заслуги перед громадою міста Біла Церква. |  |
| 26 | Павленко Дмитро Петрович            | сержант Збройних сил України, учасник російсько-української війни. | За визначні заслуги перед громадою міста Біла Церква. |  |
| 27 | Романчук Анатолій Михайлович        | капітан Збройних сил України, учасник російсько-української війни. | За визначні заслуги перед громадою міста Біла Церква. |  |
| 28 | Єсюк Руслан Вікторович              | солдат Збройних сил України, учасник російсько-української війни. | За визначні заслуги перед громадою міста Біла Церква. |  |
| 29 | Сломчинський Максим Олегович        | молодший сержант Збройних сил України, учасник російсько-української війни. | За визначні заслуги перед громадою міста Біла Церква. |  |
| 30 | Сарнавський Євгеній Вікторович      | майор (посмертно) Збройних сил України, учасник російсько-української війни. | За визначні заслуги перед громадою міста Біла Церква. |  |
| 31 | Павлюк Ярослав Володимирович        | старший сержант Збройних сил України, учасник російсько-української війни. | За визначні заслуги перед громадою міста Біла Церква. |  |
| 32 | Нехай Олександр Володимирович       | старший сержант Збройних сил України, учасник російсько-української війни. | За визначні заслуги перед громадою міста Біла Церква. |  |
| 33 | Воробйов Владислав Валентинович     | старшина Збройних сил України, учасник російсько-української війни. | За визначні заслуги перед громадою міста Біла Церква (14 жовтня 2014; посмертно) |  |
| 34 | Павлуша Сергій Валерійович          | солдат Збройних сил України, учасник російсько-української війни. | За визначні заслуги перед громадою міста Біла Церква (14 жовтня 2014; посмертно) |  |
| 35 | Бурденюк-Тарасевич Лариса Антонівна | науковиця-рослинниця, селекціонер, доктор сільськогосподарських наук | |  |